# The Inner Eye
The Inner Eye ist ein kurzer Dokumentarfilm von Satyajit Ray aus dem Jahr 1972 über den blinden bengalischen Maler Binode Behari Mukherjee (1904–1980).

## Handlung
Der Film zeigt Mukherjee bei der Arbeit an seiner Wirkungsstätte auf dem Universitätscampus in Shantiniketan und bringt einen Abriss seiner Biografie: seine Kindheit in einer brahmanischen Familie und erste Zeichnungen, Ausbildung beim Maler Nandalal Bose in Shantiniketan, frühe Skizzen und Zeichnungen von Tieren und Landschaften, Studienreise nach Japan 1937, seine extensiven Fresken und andere Wandmalereien in Hindi-Bhavan und seine Lehrtätigkeit in Shantiniketan, Direktor des nepalesischen Nationalmuseums in Kathmandu ab 1949, seine eigene Schule in Masuri und seine völlige Erblindung 1957. Abschließend sieht man Mukherjee beim Formen von Wachsfiguren und Malen und eine Reihe seiner Werke zur Musik eines Morgenragas, gespielt von Nikhil Banerjee auf der Sitar. Der Film endet mit den eingeblendeten Worten:
Blindness is
a new feeling,
a new  experience,
a new state of being.
Binode Behari Mukherjee

## Hintergrund
Satyajit Ray studierte in Shantiniketan von 1940 bis 1942 bei Mukherjee Kunst.